# Сезонна депресия
Сезонна депресия е афективно разстройство, при което хора, които иначе са в добро психично здраве през по-голямата част от годината, проявяват симптоми на депресия по едно и също време всяка година, най-често през зимните месеци. Симптомите през зимата могат да се изразяват в нужда от повече сън или недостатъчно енергия в ежедневието. Сезонната депресия през лятото може да включва повишена нервност. Сезонната депресия е по-преобладаваща при по-млади хора и типично влияе повече на жените, отколкото на мъжете.
Обичайно се смята, че хората, които живеят на по-големи географски ширини получават по-малко слънчева светлина през зимата и съответно страдат в по-голяма степен от сезонна депресия, но епидемиологията на разстройството не подкрепя в достатъчно голяма степен тази хипотеза и географската ширина не е единствено определяща за количеството слънчева светлина, което достига до хората през зимата. Смята се, че това разстройство може да се третира със светлинна терапия.
Сезонната депресия е формално описана и наименована през 1984 година от Норман Розентал и негови колеги от Националния институт по психично здраве на САЩ. Валидността на сезонната депресия е оспорена в изследване от 2016 година на Центъра за контрол на заболяванията на САЩ, в което не са открити връзки между депресията и сезонността или излагането на слънчева светлина.